# Chris Palm
Chris Palm (* 17. Juli 1942 in Leipzig) ist eine deutsche Schauspielerin und Synchronsprecherin.

## Leben und Wirken
Die gebürtige Leipzigerin absolvierte ein vierjähriges Kunststudium und arbeitete anschließend hauptberuflich als Textildesignerin in London. Noch in den 1960er Jahren wechselte sie zur Schauspielerei, trat am Theater und in Musicals (Anatevka, in Hamburg) auf und wirkte ab 1968 auch hin und wieder in Kino- und Fernsehfilmen mit. Sehr viel stärker präsent ist Chris Palm als Synchronsprecherin, wo sie bis in die 2000er Jahre hinein den verschiedensten ausländischen Künstlerinnen aus Kinofilm und vor allem Fernsehproduktionen ihre deutsche Stimme lieh.

## Filmografie
- 1968: Mehrmals täglich
- 1969: Helgalein
- 1970: Alle Hunde lieben Theobald (TV-Serie, eine Folge)
- 1972: Die rote Kapelle
- 1973: Peter ist der Boß (TV-Serie, eine Folge)
- 1985: Denkste!? (TV-Serie, eine Folge)